# Série de pièces commémoratives américaines pour le centenaire de l'American Legion
La série de pièces commémoratives américaines pour le centenaire de l'American Legion est une série commémorative, non circulante, émise par la Monnaie des États-Unis en 2019 et frappée aux Monnaies de Denver, de San Francisco, de Philadelphie et de West Point.
Elle est autorisée par la loi publique 115-65 du 6 octobre 2017 qui demande au secrétaire au Trésor de frapper des pièces afin de célébrer le 100e anniversaire de l'American Legion.
La série se compose d'une pièce d'un demi-dollar en alliage cuivre-nickel, d'une pièce de 1 dollar en argent et d'une pièce de 5 dollars (half eagle) en or. Les bénéfices tirés de la vente des pièces sont versés à l'American Legion pour promouvoir l'importance et la prise en charge de ceux qui servent ou ont servi en uniforme et l'importance du maintien des valeurs patriotiques.

## Contexte
L'American Legion est une organisation à but non lucratif d'anciens combattants des États-Unis dont le siège se trouve à Indianapolis, dans l'Indiana. Elle comprend des départements d'État, de territoire américain et d'outre-mer, eux-mêmes composés de postes locaux. L'organisation est créée le 15 mars 1919 à Paris, en France, par un millier d'officiers et d'hommes des forces expéditionnaires américaines et est agréée le 16 septembre 1919 par le Congrès américain,.
Outre l'organisation d'événements commémoratifs, les membres apportent leur aide au Département anciens combattants, aux hôpitaux et aux cliniques. Sa principale activité politique est le lobbying au nom des intérêts des vétérans et des membres du service, y compris le soutien aux avantages tels que les pensions et la Veterans Health Administration.

## Législation
Le projet de loi H.R.2519 est introduit à la Chambre le 18 mai 2017 par le représentant démocrate du Minnesota, Timothy J. Walz. Il demande au secrétaire au Trésor de frapper des pièces de monnaie afin de célébrér le centenaire de la création de l'American Legion. Il est approuvé, après débat et amendement, le 25 septembre et envoyé au Sénat le lendemain. Celui-ci l'adopte également, trois jours plus tard et le projet est présenté le 29 septembre au président Donald Trump. Ce dernier le signe le 6 octobre 2017 pour en faire la loi publique 115-65,.

## Dessins
Un total de 63 dessins est soumis à la Monnaie des États-Unis pour illustrer les différentes pièces. Le comité consultatif des citoyens sur les pièces de monnaie se réunit le 13 mars 2018 afin d'examiner les différents dessins candidats et soumettre ses suggestions au secrétaire au Trésor, Steven Mnuchin, qui décide lesquels vont apparaître sur les pièces. Les modèles adoptés, approuvés par le secrétaire au Trésor, sont dévoilés lors d'un événement organisé le 29 août 2018 à Minneapolis, dans le cadre de la 100e convention nationale de l'American Legion.

### Demi-dollar
L'avers du demi-dollar représente une jeune fille et un jeune garçon, la jeune fille portant la casquette de la Légion américaine de son grand-père. Chaque enfant a la main sur le cœur pour réciter le serment d'allégeance. En dessous figure l'inscription I pledge allegiance to the flag (Je prête serment d'allégeance au drapeau). À celle-ci s'ajoutent les légendes IN GOD WE TRUST, LIBERTY et la date d'émission, 2019. Cette face est conçue par Phebe Hemphill et gravée par Richard Masters,.
Le revers reprend la phrase de l'avers en y ajoutant of the United States of America et représente un drapeau américain flottant au sommet d'un haut mât, du point de vue des enfants qui regardent vers le haut. Elle comprend également la devise latine E PLURIBUS UNUM et la valeur faciale, HALF DOLLAR. L'emblème de la Légion américaine apparaît au-dessus du drapeau. Cette face est créée par Joseph Menna et sculptée par Richard Masters,.

### Dollar
L'avers du dollar en argent, une création de par Paul Balan, sculpté par Renata Gordon, représente l'emblème de l'American Legion, une étoile à cinq branches avec « US » au centre, ornée de feuilles de chêne et d'un lys. Tout comme la pièce d'un demi-dollar, il comprend les inscriptions LIBERTY, IN GOD WE TRUST et la date d'émission, 2019,.
Le revers, une conception Patricia Lucas-Morris, sculptée par Michael Gaudioso, symbolise la fondation de l'organisation avec les drapeaux américain et de la légion américaine croisés, surmontés d'une fleur de lys, un symbole décoratif de l'héraldique française qui est souvent utilisé pour représenter la France, comme sur le drapeau de La Nouvelle-Orléans. Entre les drapeaux et la fleur de lys, il y a la légende 100 YEARS OF SERVICE et sur les bords de la pièce, le pays émetteur, UNITED STATES OF AMERICA, en haut, et E PLURIBUS UNUM, en bas. La date 1919 est sur la gauche et 2019, sur la droite. La valeur faciale n'est pas écrite en toutes lettres comme sur la majorité des pièces américaines mais est simplement représenté par le symbole $1,.

### Half eagle
Le dessin de l'avers de la pièce de 5 dollars en or, réalisé par Phebe Hemphill et sculptée par Chris Costello, du programme Artistic Infusion, commémore les débuts de l'American Legion et sa mission au service du pays et de ses anciens combattants. Le dessin combine un bord géométrique extérieur de l'emblème de l'American Legion avec la Tour Eiffel et le « V » de la victoire pour symboliser la fondation de l'organisation à Paris, en France, à la fin de la Première Guerre mondiale. Les inscriptions sont IN GOD WE TRUST et LIBERTY tout comme sur les deux autres pièces, mais cette fois avec la double date 1919-2019 au lieu de la simple date d'émission,.
Le revers, dessiné par Joseph Menna et sculptée par Paul C. Balan, représente un aigle en plein vol — qui est un symbole des États-Unis, qu'ils soient en guerre ou en paix — avec ses ailes très déployées et l'emblème de la Légion américaine au-dessus de lui. Les légendes sont à nouveau UNITED STATES OF AMERICA, E PLURIBUS UNUM et la valeur faciale, $5, représentée de la même manière que sur le dollar,.

## Production et vente
La loi qui autorise la frappe de la série commémorative permet une émission maximale de 50 000 pièces de 5 dollars en or à un prix de départ de 418.75 dollars pour la version belle épreuve et 408.75 dollars pour la version brillant universel, tandis que 400 000 pièces de 1 dollar en argent sont permises au prix de 54,95 et 51,95 dollars. Le tirage maximum de la pièce d'un demi-dollar est de 750 000 exemplaires pour 27,95 et 25,95 dollars. Les prix de ces pièces augmenent de 5 dollars le 15 avril 2019,. Les demi-dollars brillant universel sont frappés à la Monnaie de Denver et celle de San Francisco prend en charge la qualité belle épreuve. Les deux versions du dollar sortent de la Monnaie de Philadelphie et celles du half eagle de sa consœur de West Point. La série est disponible à la vente à partir du 14 mars 2019.
Un total de 13,845 pièces de 5 dollars est vendu — 10 916 belle épreuve et 2 929 brillant universel — tandis que le dollar s'écoule à 76 890 exemplaires dont 63 100 en finition belle épreuve et 13 790 en version brillant universel. Les ventes du demi-dollar atteignent 38 715 unité, 27 286 en qualité belle épreuve et 11 429 en finition brillant universel. Les bénéfices tirés de la vente des pièces sont versés à l'American Legion pour promouvoir l'importance et la prise en charge de ceux qui servent ou ont servi en uniforme et l'importance du maintien des valeurs patriotiques.